# Ковачица
Вижте пояснителната страница за други значения на Ковачица.
Ковачѝца е село в Северозападна България. То се намира в община Лом, област Монтана.

## География
Селото е разположено близо до река Дунав, на 12 километра източно от град Лом по пътя за Козлодуй. Сгушено е в полите на един хълм. Над селото има изграден язовир, водите на който се използват за напояване.

## История
Според местни легенди селото е основано от заселници от района на град Чипровци, след потушаването на Чипровско въстание. Част от населението се спуска с лодки и салове по река Тимок, а след това по течението на Дунава и се установява на брега на реката, на мястото, сега известно като „Баба Стойнина могила“. След това, при избухване на холера, една част от хората се заселват при местния ковач, който живеел на 5 километра от реката, на мястото, където сега се намира селото – оттам е и произходът на името Ковачица. Произходът на името е спорен, тъй като е възможно да е пренесено от заселниците от района на Чипровци (Кипровец) на новото място. (Близо до Чипровци е сегашното село Горна Ковачица). А според това, което разказваше дедо Гаро „Писика“ (Гаврил Александров Димитров), когото съм слушал неведнъж през годините и който до края на живота си не сбърка нито един път историите, които са му разказвали старци от селото за миналото и на Ковачица и на Горно Линьево, заселването на местността „Баба Стойнина могила“ е станало именно по описания начин, но не в резултат от разгрома на Чипровското въстание, а по много по-прозаична причина – скарването между няколко рода потомци на саксонски рудари, които са добивали метали (основно злато) в района на Чипровци, съгласно получена от султана на Османската империя концесия. Според старците – те (рударите) са изнасяли контрабандно част от добитото злато за Саксония с катъри по билото на Стара планина. Естествено в един момент люто са се конфронтирали за разпределението на печалбата и на загубилите битката родове се е наложило да се изселят от този район. Спрели са на около 12 км източно от гр. Лом до реката, тъй като по това време целият район около долното течение на река Лом, чак до река Цибрица е бил обрасъл с вековни гори от дъб и бряст.
Селищата и на Ковачица и на Горно Линьево са се местили няколко пъти в района по различни причини, една от които вероятно е холерата, но е имало и други причини – земните свлачища, избягването на „бурлашката“ повинност на населението и др. Според дедо Гаро, именно последното е основната причина за изнасянето на селището на Ковачица към сегашното място. Населението е трябвало да тегли срещу течението на реката турските гемии, пренасящи стоки към горното течение на реката, естествено – безплатно. Могилата, по-късно именувана на името на баба Стойна, е най-високото място в близост до завоя на реката с прекрасна гледка към приближаващите от изток гемии. Точно там баба Стойна е наблюдавала приближаването им и чрез удари по клепало е предупреждавала населението да напусне брега на реката. Това поведение явно е породило оплаквания от страна на жителите на Чочан и Лабец (сега с. Станево), които е трябвало да теглят корабите чак до землището на с. Линьево. За да избегнат тази ангария и по-нататъшни конфликти, ковачичани преместват селището си на сегашното място.
Според легендите заселниците в Горно Линьево са българи – бегълци от „маджарски или влашки“ гонения в Южните Карпати доста по-рано от заселването на „Баба Стойнина могила“. Селището им е било близо до съвременното село Линьево (бивше Долно Линьево). Кръстено е било на името на съпругата на войводата, който е управлявал земите в Южните Карпати – Лиляна. Според преданията почти всички мъже загинали в битки, а Лиляна успяла да преправи всички жени, деца и старци на южния бряг на река Дунав. Тъй като се наложило няколко пъти да преплува Дунава с коня си, от преумора той се удавил заедно с нея. По-късно при земно свлачище половината от лньевчени загинали, затрупани в землянките си. (Малко българи знаят, че населението в равнинните части на Северна България е живяло в землянки, заедно с домашните животни и то допреди около 150 години). Част от останалите живи възстановили селището, където днес е с. Линьево, а другите се преселили във вътрешността – на около половин километър източно от местността „Жирта“.
Част от заселниците в сегашното селище на Горно Линьево пристигат след погрома на въстанието в Северозападна България през 1850 г. – т.нар. Нишко въстание. Те идват от Пирот и изграждат първите воденици в района. Дотогава тук, за мелене на зърното са се ползвали хромели. Към 30-те години на XX век жителите на Горно Линьево и Ковачица до голяма степен запазват своя преходен диалект и са част от говорен остров от десетина села по долното течение на Цибър.
При постепенното си разрастване двете села се слели. В 1950 година към Ковачица е присъединено село Горно Линьево.
Дотогава и двете села са имали отделни кметства и отделни училища.
Селото се е славело още и с прочутите си дини и овощните градини в района на Дунав, в местността „Страньето“.
При избухването на Балканската война в 1912 година един човек от Горно Линьево е доброволец в Македоно-одринското опълчение.Участието на с Ковачица във Въстанието от 1850 г. Източник: Иван Богданов. Въстаници. Д.В.И.С. 1969 г.стр.124,125. Българите от С-з. Б-я.решават да се освободат от османската власт и да присъединат областта си към Сърбия. За предводител на отряда, който трябва да завземе гр. Лом е избран к-н. Кръстьо от с. Раковица. На 30 май 1850 г.капитана събира въстаници в с. Воднянци. На 4 юни въстаналите българи са край с. Динково-Хасанова махала. Турците от Лом научавайки, че българите са почти без оръжие ги атакуват. Загиват десетки бунтовници и смелият капитан.стр.126. Ив. Богданов Въстаници. Д. В. И. С.1969 г. Автора нее упоменал за събития в.с. Ковачица-любопитно.
Материала за въст.1850 г.изготвил Генади Савов.
В началото на 40-те години на XX век в селото е проведена комасация, като броят на земеделските имоти е намален от 3377 на 782.
През 1945 година в Ковачица е създадено едно от първите Трудови кооперативни земеделски стопанства (ТКЗС) в Ломско. В него влизат 52 стопани, главно малоимотни и безимотни, с общо 700 декара земя. След като на следващата пролет и те отказват да предадат на новото стопанство добитъка и инвентара си, то на практика се разпада. След намеса на властите от Лом и Враца 22 от учредителите се съгласяват да го възстановят. След блокада на селото от милицията и побоища над по-упоритите, в началото на 1951 година повечето селяни са вкарани в ТКЗС.

## Религии
Населението на селото е почти изцяло православно.
Има и няколко евангелистки фамилии.

## Обществени институции
В селото има детска градина, основно училище и средно училище „Кирил и Методий“
Кмет на с. Ковачица от 2015 година е Людмила Пандурска.

## Редовни събития
Последната събота и неделя на месец август се провежда ежегодният събор на село Ковачица. Тогава се събират всички роднини, братя, деца и приятели от цяла България, а в последните години и от различни части на света. Също така ежегодно се чества Илинден на 2 август на брега на Дунава. Празникът продължава от петък до неделя.